# Strahlenkastration
Bei der Strahlenkastration (auch als Röntgenkastration oder Strahlensterilisation bezeichnet) wird die Funktion der Gonaden (Eierstöcke beziehungsweise Hoden) mittels ionisierender Strahlung zerstört, was zur Unfruchtbarkeit führt. Die eingesetzte hochenergetische Röntgen- oder Gammastrahlung kann eine irreparable Schädigung der DNA hervorrufen, besonders bei sich schnell teilenden Zellen wie den Keimzellen. Die lokale Anwendung solcher Strahlung im Bereich der Gonaden führt daher leicht zum Verlust der Fortpflanzungsfähigkeit (Impotentia generandi). Dies kann selten auch als Nebenwirkung therapeutischer Bestrahlung im Rahmen einer Krebsbehandlung oder unter Nichtbeachtung der vorgeschriebenen Sicherheitsmaßnahmen im Rahmen von Röntgenuntersuchungen der Fall sein.
Die Strahlenkastration, wie sie etwa 1905 durch De Courmelles durchgeführt wurde, ist in der Therapie heute meist durch die operative Kastration bzw. die medikamentöse Hormonblockade ersetzt. Gelegentlich wird sie noch bei Frauen mit hormonabhängigem Brustkrebs eingesetzt.
Zu Zeiten des Nationalsozialismus wurden in Konzentrationslagern unter der Leitung von Viktor Brack Menschenversuche zur Strahlenkastration durchgeführt.